# Raionul Krivoi Rog, Dnipropetrovsk
Krivoi Rog (în ucraineană Криворізький район, transliterat: Krîvorizkîi raion) este un raion în regiunea Dnipropetrovsk, Ucraina. Are reședința la Krivoi Rog.
Are o suprafață de 5.717,4 km². Populația este de 743.934 locuitori, determinată în 1 ianuarie 2022, prin bilanț demografic[*].